# Nihon no Higeki (1946)
Nihon no Higeki (日本の悲劇), também conhecido como Nihon no Higeki: Jiyū no Koe (日本の悲劇 自由の声) é um documentário japonês de curta-metragem, realizado por Fumio Kamei e produzido pelo estúdio Nihon Eiga-sha em 1946.